# Marjorie Larney
Marjorie Lea Larney (ur. 4 stycznia 1937 w Brooklynie w Nowym Jorku) – amerykańska lekkoatletka, która specjalizowała się w rzutach dyskiem oraz oszczepem.
W swoim debiucie na igrzyskach olimpijskich (1952) zajęła trzynastą lokatę w rzucie oszczepem. Dwa sezony później była czwarta w oszczepie i szósta w rzucie dyskiem podczas rozegranych w Meksyku igrzysk panamerykańskich. Podczas igrzysk olimpijskich w 1956 roku startowała w dwóch konkurencjach – w rzucie dyskiem odpadła w eliminacjach (20. lokata), a w rzucie oszczepem uplasowała się na jedenastym miejscu. Dwukrotnie stawała na podium igrzysk obu Ameryk w 1959. Uczestniczka meczów międzypaństwowych oraz złota medalistka mistrzostw USA w rzucie oszczepem, rzucie dyskiem, a także w pchnięciu kulą w hali.
Rekordy życiowe: rzut dyskiem – 41,65 (1958); rzut oszczepem – 48,51 (1958).